# Walter Hodge
Walter Hodge (Guaynabo, Puerto Rico, 21 de septiembre de 1986) es un jugador de baloncesto puertorriqueño que pertenece a la plantilla del Cangrejeros de Santurce del Baloncesto Superior Nacional de Puerto Rico. Con 1,82 de estatura, su puesto natural en la cancha es el de base. Es internacional por la selección de baloncesto de Islas Vírgenes Estadounidenses.

## Trayectoria

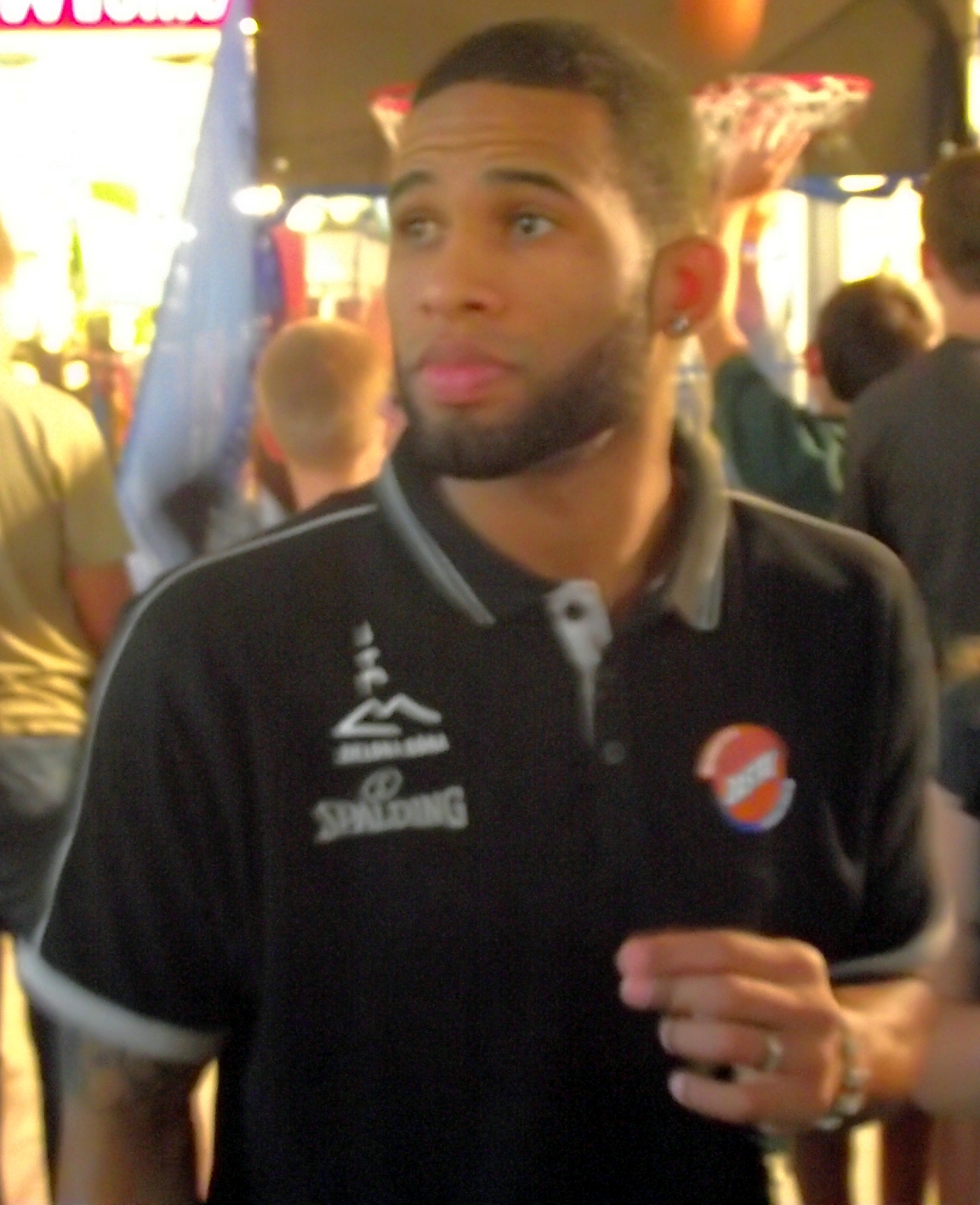
Hodge en 2012.

El jugador se formó en la Universidad de Florida. Antes de fichar por el conjunto polaco jugó en el BSN de Puerto Rico con los Capitanes de Arecibo y los Cangrejeros de Santurce.
En la temporada 2012/2013 gana la Polska Liga Koszykówki con el Stelmet Zielona Góra y en su actuación en la Eurocup promedió 21,2 puntos, 1,9 rebotes y 5,4 asistencias en 34 minutos de juego.
En 2013 el base boricua cierra su fichaje con el Laboral Kutxa para las dos próximas temporadas.
[actualizar]
En mayo de 2019 se unió al Sagesse Club de la Liga Libanesa de Baloncesto.
En septiembre de 2020, Hodge firma con US Monastir de Túnez.
Pero en octubre de 2020, firma con el Zamalek de Egipto. Disputó la temporada 2021 de la Basketball Africa League, ganando el campeonato y siendo nombrado MVP del torneo.
Volvió a Puerto Rico, a su sexta etapa con Capitanes de Arecibo, donde consigue el título de liga (el tercero de su carrera) ante los Mets de Guaynabo y es nombrado MVP de la final (su segundo MVP de las finales).
Tras pasar brevemente por el Kuwait SC, el 27 de julio de 2022, firma por el Al Ahly.
En 2023 regresa a Capitanes de Arecibo.
En febrero de 2024 se une al Real Estelí de la BCLA.
En marzo de 2025 regresó a los Cangrejeros de Santurce.

## Selección nacional
Como miembro de la selección de baloncesto de Islas Vírgenes Estadounidenses, Hodge jugó dos ediciones del Campeonato FIBA Américas (2009 y 2017) y cuatro del Centrobasket (2010, 2012, 2014 y 2016). Asimismo integró el combinado virgenense que conquistó el título del Caribebasket en 2011 y disputó varios partidos de eliminatorias para la FIBA AmeriCup y la Copa Mundial de Baloncesto.
En noviembre de 2022 renunció a la selección de Islas Vírgenes Estadounidenses y manifestó su intención de cambiar su nacionalidad deportiva para representar a Puerto Rico de manera internacional.